# Planète C-929
Tournées par Zhou Shen
Espace Shen
(2018-2019) Tournée mondiale 9.29Hz
(2024-2025)
Planète C-929 (C-929星球) est la deuxième tournée de concerts du chanteur chinois Zhou Shen. Elle débuta du 9 novembre 2019 jusqu'au 4 janvier 2020, comprenant 7 arrêts à travers la Chine.

## Contexte
Le 12 septembre 2019, Zhou Shen annonce sa nouvelle tournée Planète C-929 à Pékin.
Le nom de sa tournée fait référence à la première lettre de son prénom anglais Charlie et à sa date d'anniversaire qui est le 29 septembre. La planète vient du conte du Petit prince. Suivant le modèle de sa tournée Espace Shen, il y a des chansons différentes à chaque concert.

## Dates et lieux
| Date             | Ville    | Venue                          | Capacité | Réf.  |
| ---------------- | -------- | ------------------------------ | -------- | ----- |
| 11 novembre 2019 | Pékin    | Palais des sports des Ouvriers | 13 000   | [ 2 ] |
| 16 novembre 2019 | Nankin   | Grand théâtre de Jiangsu       | 2 000    | [ 3 ] |
| 30 novembre 2019 | Shenzhen | Gymnase de Shenzhen            | 6 000    | [ 4 ] |
| 7 décembre 2019  | Suzhou   | Centre sportif de Suzhou       | 35 000   | [ 5 ] |
| 14 décembre 2019 | Chengdu  | Huaxi Live                     |          | [ 6 ] |
| 21 décembre 2019 | Shanghai | Centre sportif de Jing'an      | 5 600    | [ 7 ] |
| 4 janvier 2020   | Canton   | Sun Yat Sen Memorial           | 3 200    | [ 8 ] |